# Asparoech
Asparoech (Bulgaars: Аспарух) was de leider van de Proto-Bulgaren in de eerste helft van de 7e eeuw. Geschiedkundigen gaan ervan uit dat hij de stichter was van het Eerste Bulgaarse Rijk in het jaar 681. Hij droeg daarom een adellijke titel, vermoedelijk die van knjaz, maar vaak wordt naar hem verwezen als kan Asparoech.
Asparoech behoorde tot de Dulo-stam van de zogenaamde Proto-Bulgaren. Volgens Byzantijnse geschiedschrijving was hij de zoon van Koebrat Dulo, een machtig heerser over een groot gebied aan de noordkant van de Zwarte Zee, het huidige Oekraïne.
Na de dood van Koebrat zou de leiding aanvankelijk in handen vallen van Asparoechs broers, maar vanwege oorlog met de Chazaren viel het rijk uiteen en was Asparoech gedwongen op zoek te gaan naar nieuw gebied. Hij voerde 800.000 Bulgaren naar de Donaudelta, een gebied dat toen onder de heerschappij van Byzantium stond en Moesia heette. Ook de naam Donaubulgaren wordt daarom gebruikt.
De Byzantijnen werden op dat moment in beslag genomen door een conflict met de Arabieren aan de zuidgrens van hun rijk. Na beslechting van dit conflict keerde het Byzantijnse leger zich tegen de Bulgaarse indringers in hun provincie Moesia. Deze hadden tegen die tijd echter al een bondgenootschap met de Slavische volkeren aan de noordkant van de Donau weten op te bouwen, en middels gezamenlijke inspanningen wisten ze de Byzantijnse aanval te stuiten. Dat moment wordt gezien als de geboortedatum van Bulgarije; een tijd van stammenversmelting en een hiërarchische samenleving brak aan, waarin een hoofdstad tot stand kwam en de grondslag werd gelegd voor een eigen cultuur. Ook de banden met het Byzantijnse Rijk groeiden. Men vermoedt dat Constantijn IV uiteindelijk de Bulgaren afkocht om de voortdurende aanvallen aan de noordgrens van zijn rijk te stoppen.